# 松平状
松平状（まつだいらじょう）あるいは松平氏下賜状（まつだいらうじかしじょう）は、松平の名字（苗字）を授与する機能をもつ文書。
武家政権の大名支配策として、官位（位階官職）への叙位任官（口宣案など）、一字書出（一字状） などがあるが、日本近世においては名字（苗字）の授与もある。徳川将軍が松平氏を下賜（授与）する文書（もんじょ）が松平状である（以上、村川の論文による）。
- 例えば江戸幕府5代将軍、徳川綱吉が柳沢吉保に与えた松平状は、黒印状で、文言は「可為松平」（まつだいらとなすべし）である（柳沢文庫）。